# Łobaczówka (Ukraina)
Łobaczówka (ukr. Лобачівка, Łobacziwka) – wieś (dawniej miasteczko) na Ukrainie w rejonie łuckim w obwodzie wołyńskim. Wieś liczy 841 mieszkańców.
W II Rzeczypospolitej Łobaczówka należała do wiejskiej gminy Beresteczko w powiecie dubieńskim/horochowskim w woj. wołyńskim i liczyła w 1921 roku 842 mieszkańców.
We wsi urodzili się Stanisław Ramenda (1926) oraz Benedykt Gajewski (1927).
Po wojnie miasteczko weszło w struktury administracyjne Związku Radzieckiego.
Do 2020 w rejonie horochowskim. 